# Степанов, Юрий Николаевич (спортсмен)
Юрий Николаевич Степанов (30 августа 1932, Ленинград — 13 сентября 1963, Ленинград) — советский спортсмен-легкоатлет, специализировался по прыжкам в высоту. Первый советский рекордсмен мира в прыжках в высоту. Мастер спорта СССР (1956). Заслуженный мастер спорта (1957).

## Биография
Учился в электромеханическом техникуме.
В 1950 году пришёл тренироваться в группу легкоатлетов к Павлу Гойхману. Быстро прогрессировал. Выступал за Вооруженные Силы.
В Олимпийских играх 1956 года в Мельбурне не участвовал, получив разрыв мышцы на тренировке.
Рекорд мира (216 см) установил 13 июля 1957 года во время легкоатлетического матча Ленинград — Хельсинки, проходившем стадионе «Динамо» в Ленинграде. Затем выиграл несколько международных турниров, в том числе матч СССР — США (1958), убедительно превзойдя олимпийского чемпиона Чарльза Дюмаса. Чемпион Спартакиады дружественных армий 1958.
Колоссальные психологические нагрузки, обрушившиеся на мирового рекордсмена, и попытки опротестовать установление мирового рекорда привели Степанова к психическому расстройству, разладу в семейной жизни, преждевременному завершению спортивной карьеры.
Покончил жизнь самоубийством. Похоронен на кладбище пгт Тайцы в Гатчинском районе Ленинградской области.

## Результаты

### Соревнования

#### Чемпионаты Европы
- 1954[англ.] — 5-е место
- 1958[англ.] — 6-е место.

| Год  | Город  | Дата                   | Результат | Место |
| ---- | ------ | ---------------------- | --------- | ----- |
| 1953 | Москва | 23—25 августа          | 1,95      | II    |
| 1954 | Киев   | 13—16 сентября         | 1,95      | I     |
| 1956 | Москва | 9 августа              | 1,90      | 6     |
| 1957 | Москва | 28 августа —2 сентября | 2,09      | II    |
| 1958 | Таллин | 19—21 июля             | 2,03      | I     |

### Рекорды
- Мира — 216 см, (1957 год)
- СССР — 202 см (1955 год)

## Награды
- Орден «Знак Почёта» (16.09.1960) — за успешные выступления в XVII летних и VIII зимних Олимпийских играх 1960 года, а также за выдающиеся спортивные достижения[2]